# ميشيل تومسون (رسام)
ميشيل تومسون (بالفرنسية: Michel Thompson)‏ هو رسام فرنسي، ولد في 12 يناير 1921 في ورود فونتيناي أوكس في فرنسا، وتوفي في 2007 في باريس في فرنسا.